# Fort Clark

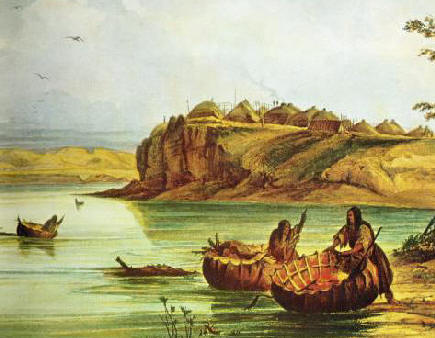
En mandanby vid Missourifloden. (Målning av Karl Bodmer.)

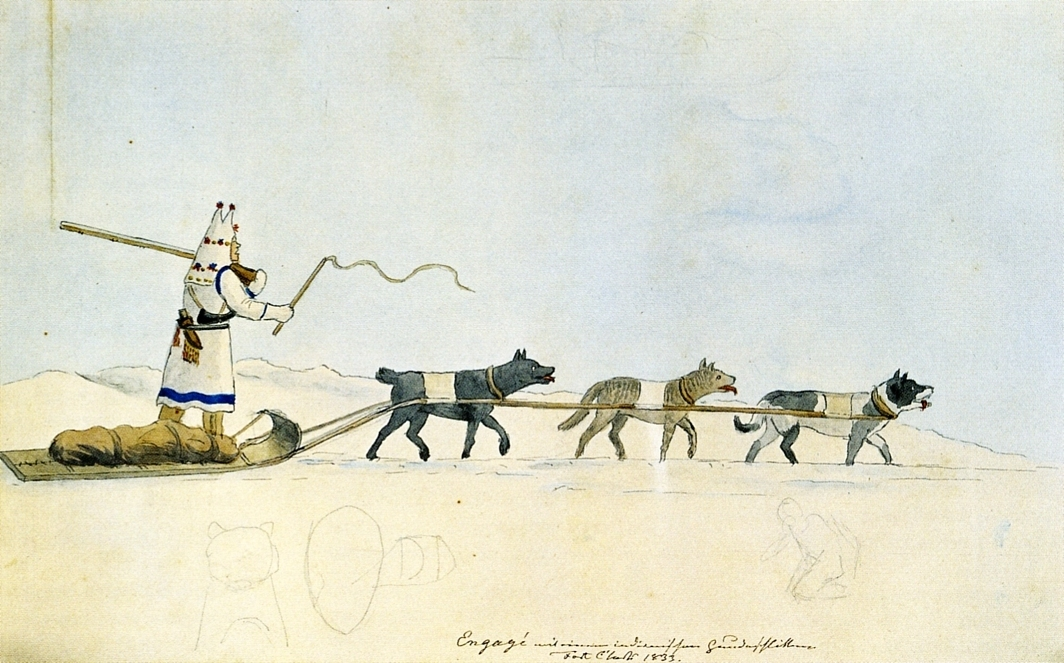
Engagé hos American Fur Company med indiansk toboggan nära Fort Clark. (Akvarell av Maximilian zu Wied-Neuwied 1833.)

Fort Clark var ett handelsfaktori vid Missourifloden, 13 km väster om den moderna samhället Washburn, North Dakota.

## Fort Tilton 1823-1826
En kortlivad föregångare var Fort Tilton, en handelsstation som anlades 1823 av Columbia Fur Company omkring två kilometer från den plats där Fort Clark senare anlades. På grund av fientligheter från arikaraindianer nedmonterades stationen 1824 och timmerstockarna flottades över floden och stationen återuppbyggdes innanför mandanbyns pallissader. Den lades ner 1826.

## Fort Clark I 1830-1834
Fort Clark anlades 1830 av American Fur Company på en plats strax söder om den stora Mandanbosättning som sedan 1822 fanns vid Missouriflodens strand. Två år senare nåddes faktoriet av ångbåtstrafik. Genom ångbåtstrafiken kom smittkoppor att spridas bland Mandanerna och nio tiondelar av befolkningen dog. När Mandanerna dog lades handelsfaktoriet ned. George Catlin, Karl Bodmer och Maximilian zu Wied-Neuwied tillbringade vintern 1833-34 i Fort Clark.

## Fort Clark II 1850-1861
1838 flyttade Arikara in i den nu övergivna Mandanbyn och tolv år senare anlades ett nytt faktori av Charles Primeau. En koleraepidemi svepte genom platsen 1851, följt av smittkopporna 1856. Ett anfallav Siouxindianer 1861 gjorde slutligen att även det andra faktoriet lades ner. Arikara flyttade då till Like-a-Fishhook Village.

## Arkeologiska lämningar
Idag återstår bara arkeologiska lämningar av handelsfaktorierna. Mer än 2 200 lämningar över jord efter fortets byggnader och gravar är synliga. Lämningar av indianernas jordhus är också synliga liksom en outmärkt begravningsplats med mer än 800 gravar. Fort Clark är ett federalt fornminne och platsen förvaltas av North Dakota State Historical Society.